# Котельний острів
Коте́льний о́стрів (рос. Котельный остров, якут. Олгуйдаах арыы) — великий острів у морі Лаптєвих, є частиною островів Анжу в складі Новосибірських островів. Територіально відноситься до Республіки Саха, Росія.
Площа острова становить 11665 км². Через неотектонічні процеси відбулося підняття морського дна в районі сучасної Землі Бунге, і в результаті, разом з Фаддеєвським островом, утворився один великий масив суходолу площею 23165 км². Вони сполучені між собою, і відокремлюються тільки долинами річок, які раніше були протоками. Навесні, коли льоди в океані тануть і рівень води піднімається, ці острови стають окремими частинами.
Острів має широку овальну форму. Крайні точки: північна — мис Анисій, південна — мис Ведмежий, західна — мис Рожевий (Вальтера).
Вкритий густою річковою мережею, найбільші річки — Баликтах, Решетнікова та Дорогоцінна. На заході та сході поширені болота. Озер небагато і зосереджені вони в основному на межі острова із Землею Бунге.
Острів складений вапняками та сланцями. Лежить в зоні арктичних пустель. Поширена рідка трав'янисто-чагарникова рослинність на кам'янистих розсипах та полігональних ґрунтах. Велика територія вкрита льодовиками. Серед тварин поширений песець. На острові часто знаходять залишки вимерлих тварин (мамонта та ін.).
Відкритий російським промисловцем Іваном Ляховим в 1773 році. З 1933 року тут діє полярна станція «Протока Санникова».

## Військова база
У вересні 2013 року на острові почалося відновлення військової бази, яка була покинута після розпаду Радянського Союзу. Відновлення бази на Новосибірських островах є частиною масштабної програми Міноборони Росії по відновленню постійної військової присутності Росії в Арктиці. на острові Котельний вирішено побудувати стаціонарний причал для прийому барж і суден середнього класу, по типу причалу на острові Нова Земля, а також використовувати в якості базового пункту доставки матеріальних засобів на острів Котельний порт Тіксі, що забезпечить можливість завезення запасів, в тому числі зимівельних, протягом трьох місяців. Відповідно до заяви першого заступника міністра оборони Росії генерала армії Аркадія Бахіна, угруповання кораблів Північного флоту Росії розпочало виконання основних заходів на Новосибірських островах. Він також повідомив, що на Новосибірських островах буде відновлений і вдосконалений аеродром полярної станції Темп. Він зможе приймати літаки Ан-26, Ан-72 та Ан-74. Надалі злітно-посадкова смуга буде розширена і подовжена, щоб аеродром «Темп» зміг приймати важкі літаки Ан-22 та Іл-76, а в перспективі використовувати його для дій стратегічної авіації.